# Obwód lipawski
Obwód lipawski (ros. Лиепайская область; łot. Liepājas apgabals) – obwód istniejący w latach 1952–1953 w Łotewskiej SRR. Stolicą obwodu była Lipawa. Obwód dzielił się na 14 rejonów.

## Historia
Obwód utworzono 8 kwietnia 1952 r. w wyniku reformy administracyjnej dzielącej republiki bałtyckie na obwody. Obwód rozwiązano 25 kwietnia 1953 r.

## Podział administracyjny
Obwód dzielił się na 14 rejonów, 2 miasta podlegały bezpośrednio administracji obwodowej:
- Lipawa
- Windawa
- ajzpucki
- alsungski
- aucki
- dobelski
- dundagski
- kandawski
- kuldigski
- lipawski
- priekulski
- salduski
- skrundski
- talsinski
- tukumski
- windawski